# NK GOŠK Gabela
O Nogometni Klub GOŠK Gabela é uma associação profissional de futebol com sede em Gabela, Čapljina, situada na Bósnia e Herzegovina. O nome GOŠK em croata significa Gabeoski Omladinski Športski Klub (Clube de esportes juvenis de Gabela). O GOŠK atualmente joga na Primeira Liga da Federação da Bósnia e Herzegovina e joga suas partidas em casa no Estádio Perica-Pero Pavlović na vila de Gabela, que tem capacidade para 3.000 lugares.

## História
O GOŠK foi fundado em 1919 em Gabela como FK Zmaj. Andrija Korda e Vidan Krvavac foram os primeiros a trazer uma bola de couro real de Mostar para Gabela, mas eles não tinham ideia de que seria um dos eventos mais importantes do século 20 para o povo de Gabela. No mesmo verão de 1919, mais dois clubes foram fundados no Vale do Neretva - Narona em Metković e Uskok em Čapljina. Naquela época, não havia organização de futebol no Vale do Neretva, e jogos amistosos "com muito sangue no campo e frequentes batalhas na platéia" eram disputados principalmente em campos comuns em Metković, Gabela e Trebizat.
Influenciado pela política do Partido dos Camponeses da Croácia, que contava com um grande número de adeptos em Gabela, em 1926 foi construída em Brijeg uma Casa dos Camponeses da Croácia, onde o clube de futebol ganhou as suas primeiras instalações. Naqueles dias, por ocasião da visita de Stjepan Radić, o líder do HSS, e nesta área, o nome do clube de futebol do FK Seljačka Sloga foi alterado em Gabela.
O clube de futebol de Gabela em 1935, sob a pressão dos círculos radicais sérvios, transformou o ingênuo em SŠK Peasant Sports Club, que durante a Segunda Guerra Mundial (1941 - 1945) praticamente deixou de funcionar, e depois da guerra muito rapidamente retomou o trabalho do clube que ajudou muitos para superar as feridas de guerra. O principal criador dos então eventos futebolísticos em Gabela foi Drago Sušak que foi treinador, organizador de jogos e árbitro, e na sua memória ainda se pergunta como o então governo permitiu que o clube se chamasse NK Zmaj. Assim, o nome original do clube de 1919 foi devolvido, mas após a fundação da Cooperativa Agrícola Gabela ZMAJ foi rebatizado. Em 1948, o clube recebeu o nome de Sloga, sob o qual funcionou pelos dez anos seguintes. Depois, em 1958, por sugestão de Milorad - Milka Mandrapa, com a aprovação entusiástica dos presentes, a Assembleia do Ensino Básico de Gabela decidiu por unanimidade que o clube de futebol se chamasse GOŠK.

### Premijer Liga
Na temporada 2010/11 conquistaram o primeiro lugar na Primeira Liga da FBiH, e a partir da temporada 2011/12 eles jogaram na Premijer Liga. O time fez sua primeira partida na elite fora de casa, contra o Slavija no dia 7 de agosto de 2011, quando foi derrotado por 1-0. O GOŠK conquistou o 13º lugar na sua temporada de estreia. Na temporada 2012/13, o famoso treinador croata, a lenda do Hajduk, Ivan Katalinić, treinou o GOŠK. Na mesma temporada, eles foram rebaixados da liga, ficando na 15ª posição. Na temporada 2016/17, ganharam a Primeira Liga da FBiH novamente, e foram promovidos para a Premijer Liga. Na temporada 2017/18, ficaram em 7º lugar na liga, porém, na temporada 2018/19 acabaram ficando em último e foram rebaixados.

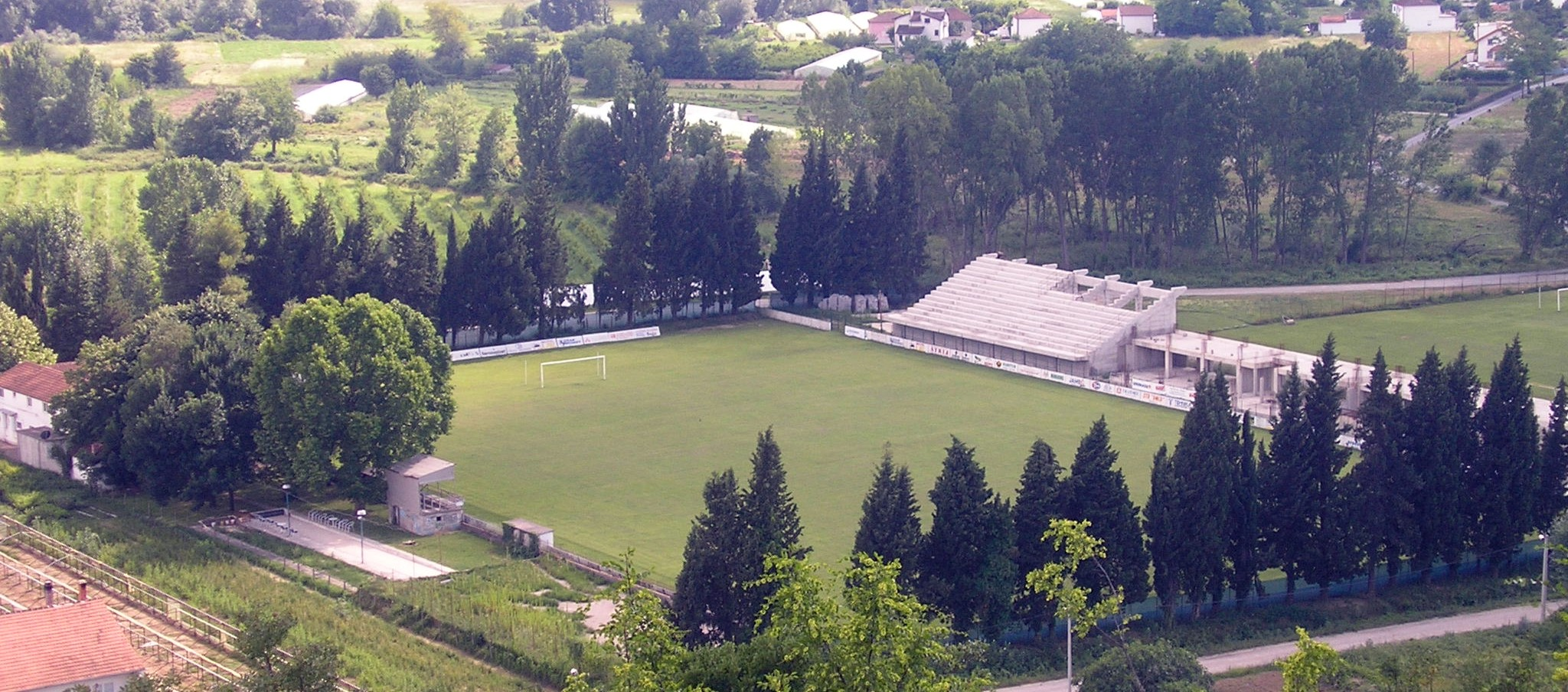
Estádio Perica-Pero Pavlović, onde o GOŠK manda seus jogos em casa

## Estádio
O GOŠK joga em casa no Estádio Perica - Pero Pavlović (anteriormente denominado Podavala). O GOŠK jogou sua primeira partida histórica na Premier League em seu estádio na quarta rodada contra o Leotar (2:1). Eles jogaram o jogo anterior de mandante no Estádio Bare em Citluk por não terem licença para seu estádio em Gabela. O GNK Dinamo Zagreb doou 5.000 cadeiras ao GOŠK, que foram removidas do Estádio Maksimir durante sua reforma. A capacidade do estádio é de 3.000 espectadores.

## Torneio Memorial Andrija Anković
Todos os anos desde 1986, em Gabela, o GOŠK organiza um torneio memorial em nome de Andrija Anković no qual times como GNK Dinamo Zagreb, HNK Hajduk Split, NK Široki Brijeg e HŠK Zrinjski Mostar costumam jogar.